# Friedrich von Bassewitz
Friedrich Hans Heinrich Rudolf Graf von Bassewitz (* 17. April 1855 in Schwerin; † 23. November 1928) war ein mecklenburgischer Rittergutsbesitzer und Politiker.

## Leben

### Herkunft
Friedrich war ein Sohn von Rudolph Graf von Bassewitz-Schlitz und dessen zweiter Frau Elisabeth, geborene Gräfin von Bülow. Neben einem Bruder hatte er eine Schwester sowie eine Halbschwester aus erster Ehe seines Vaters mit Christine Amalie von Plessen aus dem Hause Damshagen.

### Werdegang
Nach dem Besuch des Gymnasiums in Wernigerode und des Katharineums zu Lübeck, den er Ostern 1876 mit dem Abitur abschloss, studierte Bassewitz an der Rheinischen Friedrich-Wilhelms-Universität Bonn Rechtswissenschaften. 1876 wurde er Mitglied des Corps Borussia Bonn.
Bassewitz war Besitzer der mecklenburgischen Güter Burg Schlitz, Karstorf, Görzhausen, Hohen Demzin und Ziddorf.
Er war Rechtsritter des Johanniterordens sowie preußischer Oberleutnant. Familiär engagiert, wurde er 1887 Mitglied des Familienrates (d. i. Vorstand des Familienverbandes).
Bassewitz war zudem Mitglied des Engeren Ausschusses der Ritter- und Landschaft Mecklenburgs.

### Familie
Verheiratet war er seit 1882 mit Magdalene Freiin von Maltzahn aus dem Hause Ivenack, Tochter von Adolf Freiherr von Maltzahn Graf von Plessen, Majoratsherr auf Ivenack, Schloßgesessener auf Kummerow und Mitglied des Deutschen Reichstags, Erblandmarschall von Altvorpommern und Kommendator der Mecklenburgischen Genossenschaft des Johanniterordens. Magdalenes Mutter war dessen Ehefrau Elisabeth, geborene von Meyerinck.
Aus der Ehe gingen vier Söhne und eine Tochter hervor.